# Chiesa di Santa Maria delle Grazie al Calcinaio
La chiesa di Santa Maria delle Grazie al Calcinaio è un edificio di culto cattolico sito in località Calcinaio a Cortona, in provincia di Arezzo.

## Storia
Secondo i credenti cattolici, nella domenica di Pasqua del 1484, un'immagine della Madonna col Bambino, dipinta sulla parete di una vasca adibita alla concia del cuoio e detta calcinaio per la calce viva usata a questo scopo, iniziò ad operare miracoli. Quell'immagine venerata come sacra è oggi visibile nell'altare maggiore, posizionato molto probabilmente sul luogo dell'antico tabernacolo.
In seguito alla crescita di devozione dei fedeli che si concretizzava anche in continue elemosine, l'arte dei Calzolari, proprietaria della concia, decise di erigere un “sacro tempio”, in un luogo che poneva difficoltà non comuni per la costruzione, dovute sia alla posizione scoscesa del terreno che alla presenza di un ruscello. Questi ed altri problemi furono risolti da Francesco di Giorgio Martini, l'architetto scelto da Luca Signorelli su mandato dell'Arte dei Calzolari.
Il Martini, architetto fra i più grandi del Rinascimento, accettò l'incarico e redasse il progetto già nello stesso 1484, poco dopo aver disegnato il convento di San Bernardino ad Urbino. I lavori ebbero inizio nel 1485 e già allo scadere del primo quarto del Cinquecento la chiesa aveva raggiunto, almeno all'esterno, la sua veste definitiva. Così ci appare infatti in un affresco del Papacello nel Palazzone Passerini di Cortona databile al 1525 circa, dove si vede innalzata anche la cupola disegnata dall'architetto fiorentino Pietro di Domenico di Norbo e realizzata a partire dal tamburo fra il 1509 e il 1514.
Gli ultimi interventi procedettero più lentamente, tanto che il portale principale fu terminato nel 1543, su progetto di Bernardino Covatti, e al 1549 risale l'esecuzione del pavimento (l'attuale è frutto di un recente rifacimento).
La chiesa venne inizialmente (1487) affidata alle cure degli Scopetini, ai quali fu tolta nel 1653 per aggregarla al Seminario vescovile, riaperto proprio nei locali del soppresso convento adiacente alla chiesa. Richiuso il Seminario (1674), dopo un periodo di abbandono fu restaurata e risistemata dagli Scolopi che la riaprirono al culto nel 1730. Trasferitisi gli Scolopi in città (1777), il complesso fu restituito al Seminario, ma era un fardello troppo grande per le finanze dell'istituto. Così nel 1786 alla chiesa fu trasferito il titolo di parrocchia di San Biagio a Salcotto.

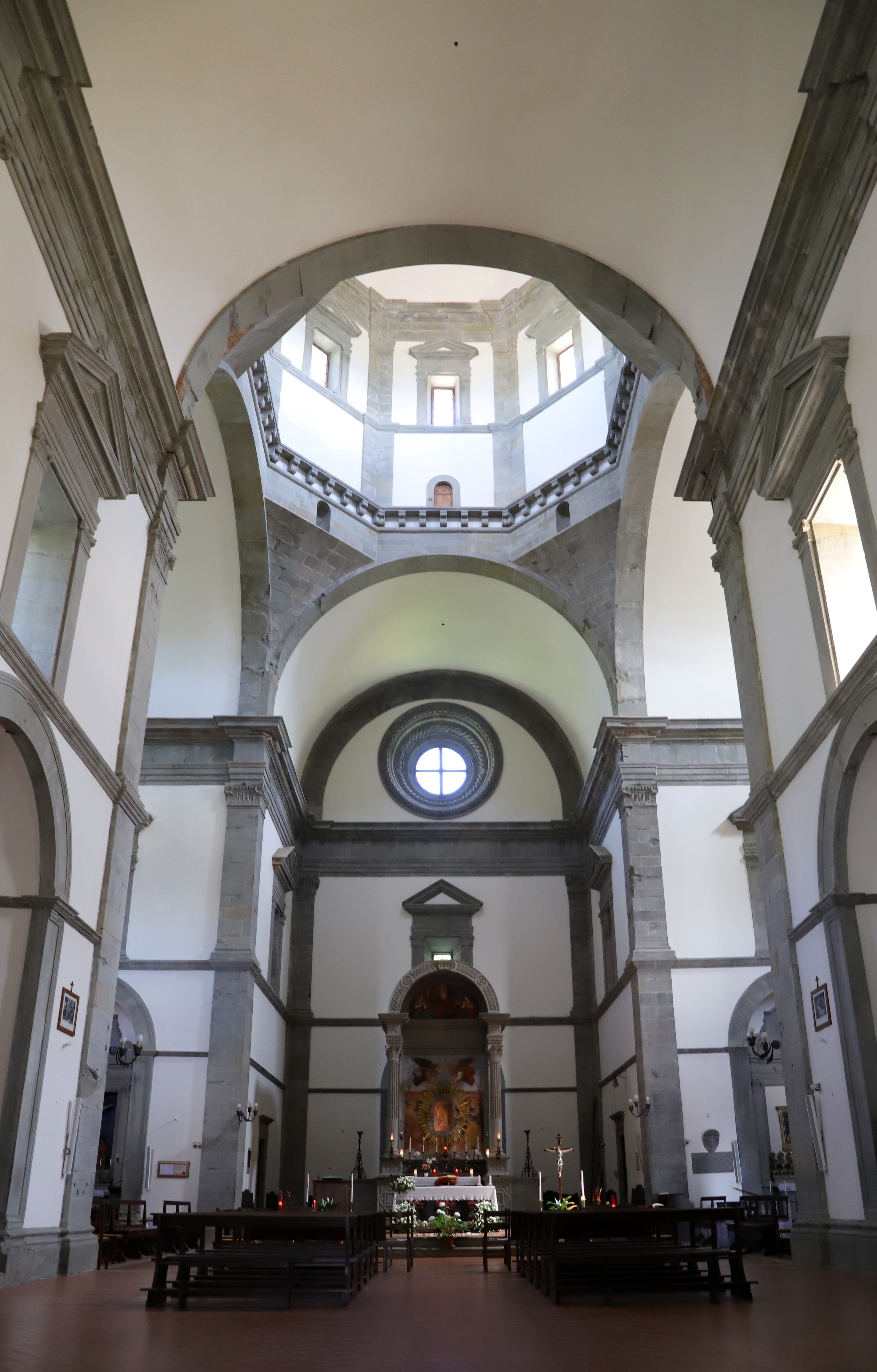
L'interno

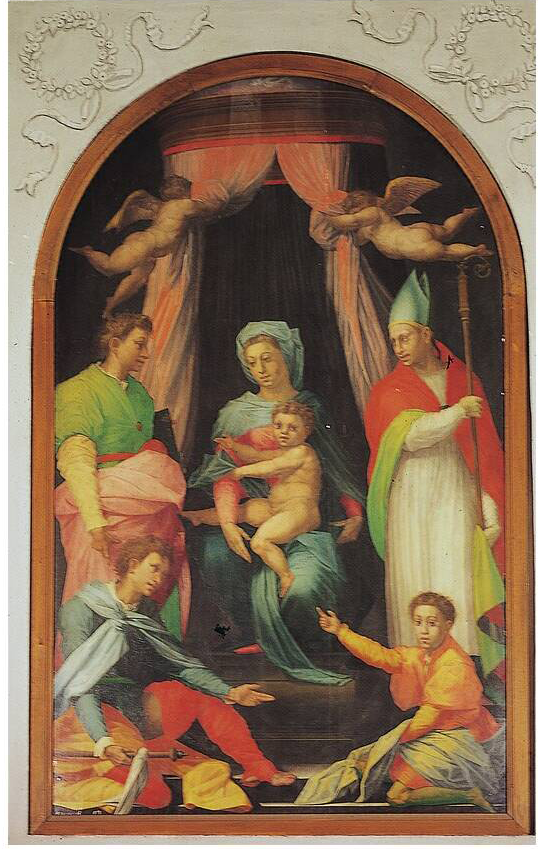
La pala di Jacone che ritrae Madonna in trono e il Bambino con San Giovanni Evangelista, San Tommaso di Canterbury, San Rocco e San Giovanni Battista

## Descrizione
La struttura della chiesa consiste in una navata affiancata da due cappelle laterali con un transetto e una cupola all'intersezione dei bracci uguali del presbiterio. Martini la progettò applicando rigorosamente i principi architettonici della proporzione e della prospettiva cari all'architettura rinascimentale. Negli spazi risuonano echi albertiani, in un progetto che non è immune da assonanze con Brunelleschi, ma i disegni di Francesco di Giorgio sono assolutamente originali, al punto da rappresentare uno dei livelli più alti della sintesi degli spazi nel Rinascimento.
Gli esterni, seppur gravemente danneggiati per l'erosione della pietra, danno al visitatore l'impressione di un blocco imponente che preannuncia con le sue sobrie decorazioni la razionalità geometrica così evidente negli interni. Le ampie superfici sono divise in linee orizzontali e verticali da modanature e pilastri e sono movimentate da finestre con timpani.

### Interno
Tutti i dipinti che si trovano nelle cappelle sono ispirate dall'iconografia mariana, dall'Assunzione all'Annunciazione, dall'Immacolata Concezione ai vari ritratti della Madonna fra i santi. Sul terzo altare a sinistra, realizzato in pietra serena, come gli altri altari del XIX secolo, piuttosto che nel legno originale, si segnala una pala del fiorentino Jacone, databile fra il 1528 e il 1530 cxon la Madonna in trono col Bambino tra i santi Giovanni Evangelista, Tommaso di Canterbury, Rocco e Giovanni Battista.
Una bella vetrata di Guillaume de Marcillat (1516) decora l'oculo della controfacciata. L'iconografia è basata sulla Madonna delle Grazie che raccoglie sotto il suo mantello numerosi fedeli, fra i quali possono forse essere identificati papa Leone X, l'imperatore Massimiliano I e il vescovo di Cortona Francesco Soderini. Lo stemma che vi appare è quello della famiglia cortonese dei Ridolfini, che commissionò l'opera. Una pala più piccola, attribuita ad Alessandro Allori, si trova infine nella cappella a sinistra dell'altare maggiore. Si trova fra altri dipinti di soggetto mariano e rappresenta la Madonna e il Bambino con Sant'Elisabetta e San Giovannino.